# Wiktor Czerniawski
Wiktor Czerniawski (ur. 8 stycznia?/21 stycznia 1903 w Batajsku, zm. 1977 w ZSRR) – radziecki generał major służący w LWP.

## Życiorys
Po ukończeniu w 1920 roku 6 klas gimnazjum wstąpił do Armii Czerwonej i brał udział w wojnie domowej. 1920-1921 skończył kursy artylerii w Charkowie i został dowódcą plutonu artylerii lekkiej, 1923-1924 skończył kursy dowódców artylerii w Leningradzie i został dowódcą zwiadu w dywizjonie 25 Czapajewskiej Dywizji Strzeleckiej. W latach 1927–1928 i 1929-1931 zastępca dowódcy 20 Samodzielnej Baterii Artylerii Przeciwlotniczej, następnie szef sztabu, a od końca 1932 dowódca samodzielnego dywizjonu szkolnego obrony przeciwlotniczej (OPL). Od marca 1935 wykładał taktykę na kursach artylerii przeciwlotniczej. Od jesieni 1941 słuchacz kursów doskonalenia oficerów artylerii przeciwlotniczej, potem dowódca pułku. 
Walczył na Froncie Południowo-Zachodnim. Od czerwca 1943 dowódca 57 Dywizji Artylerii Przeciwlotniczej, od lutego 1946 zastępca dowódcy 52 Dywizji w 8 Gwardyjskiej Armii Północnej Grupy Wojsk Armii Radzieckiej w Niemczech. 
W maju 1949 prezydium Rady Ministrów ZSRR mianowało go generałem majorem. 10 maja 1950 został skierowany do służby w Wojsku Polskim jako zastępca szefa artylerii WP ds. artylerii przeciwlotniczej i inspektor Obrony Przeciwlotniczej. W 1952 otrzymał nagrodę rzeczową, zegarek, od ministra obrony narodowej. 
Pod koniec 1953 zakończył służbę w WP i wrócił do ZSRR. Później studiował w Akademii Sztabu Generalnego Sił Zbrojnych ZSRR im. K. Woroszyłowa w Moskwie.

## Odznaczenia
- Krzyż Oficerski Orderu Odrodzenia Polski (1953)
- Order Lenina
- Order Czerwonego Sztandaru (dwukrotnie)
- Order Wojny Ojczyźnianej I stopnia
- Medal „Za zwycięstwo nad Niemcami w Wielkiej Wojnie Ojczyźnianej 1941–1945”
- Medal 30 lat Armii Radzieckiej i Floty